# Axel F
Axel F é uma canção de Harold Faltermeyer lançada em 1985 pela MCA Records, e ficou na posição 82 na Billboard Hot 100. A canção fez parte da trilha sonora do filme Beverly Hills Cop, estrelado por Eddie Murphy como Axel Foley.
Seu cover mais conhecido é o de Crazy Frog, lançado como single em 2005, pelo selo Ministry of Sound. Este é o primeiro single do álbum Crazy Frog Presents Crazy Hits.
Em 2024, como parte de uma homenagem para comemorar o lançamento de Beverly Hills Cop: Axel Foley, o canal Crazy Frog no YouTube fez um videoclipe crossover especial com a Netflix, apresentando cenas do filme, mas reeditado para apresentar Crazy Frog neles , sendo perseguido pela Polícia de Beverly Hills e Axel Foley. É a primeira vez que Crazy Frog interage com a franquia original.